# خوتا وسووسکا
خوتا وسووسکا (به لهستانی:  Huta Wysowska) یک روستا در لهستان است که در گمینا اوشچیه گورلیتسکیه واقع شده‌است.